# 조르즈 폰세카
조르즈 이바이르 호드리게스 다 폰세카(포르투갈어: Jorge Ivayr Rodrigues da Fonseca, 1992년 10월 30일~)는 포르투갈의 유도 선수로 2022년 하계 올림픽 하프헤비급에서 동메달을 획득했다. 세계 선수권 대회에서 2회 우승을 차지했고, 유럽 선수권 대회에서 동메달 1개를 획득했다.